# Luka Milas
Luka Milas (Zmijavci, 17. listopada 1939. – Phoenix, 11. studenoga 2024.) poznati je profesor eksperimentalne radio-terapije. 
Gimnaziju je završio u Imotskome, a diplomirao je na Medicinmskom fakultetu u Zagrebu 1963. Magistrirao je (1965.) i doktorirao (1966.) također u Zagrebu.
Od 1963. do 1972. radio je u Institutu "Ruđer Bošković" u Laboratoriju za tumorsku i transplantacijsku imunologiju. Od 1972. stalno boravi i radi u M. D. Anderson Centeru, Sveučilišta u Teksasu (Houston).
Već gotovo dvadeset godina predstojnik je Odjela za eksperimentalnu radioterapiju, koji broji oko šezdeset stalnih zaposlenika. Znanstveni rad Luke Milasa u području je imunologije i biologije tumora te njihove imunoterapije i radioterapije. Iz tog je područja objavio oko 300 znanstvenih radova u časopisima i knjigama, održao stotinjak predavanja u znanstvenim institucijama i na znanstvenim skupovima po cijelom svijetu. Za svoj je rad dobio brojna priznanja.
Profesor Luka Milas poznat je u hrvatskoj zajednici u Americi po brojnim aktivnostima. Bio je član (i dopredsjednik) Hrvatskog odbora u Washingtonu (do pretvorbe Odbora u veleposlanstvo Republike Hrvatske). Jedan je od utemeljitelja udruženja AMAC-a i Svjetskog hrvatskog kongresa. Kroz sve te asocijacije Luka Milas je bio uključen u različite djelatnosti za pomoć Hrvatskoj, od lobiranja, pisanja članaka u novinama do prikupljanja materijalne pomoći za Hrvatsku. Luka je i danas aktivan u profesionalnim i ljudskim vezama s Hrvatskom.